# تريسي إينغليز
تريسي إينغليز (بالإنجليزية: Tracy Inglis)‏ هو طبيب نيوزيلندي، ولد في 1875، وتوفي في 6 فبراير 1937.